# حياتي مبهدلة (فلم)
حياتي مبهدلة هو فيلم كوميدي-خيالي مصري، من إخراج المخرج شادي علي وتأليف سامح سر الختم. الفيلم من بطولة محمد سعد وحسن حسني ونيكول سابا وسامي مغاوري. كما أنه أول تعاون سينمائي بين محمد سعد ونيكول سابا. بالرغم من تصوير الفيلم بأكمله خلال أسبوعين فقط لكي يستطيع اللحاق بموسم شم النسيم إلا أنه لم يتم إصداره في ذلك الوقت، وتم تأجيل موعد عرضه. حيث عرض في 16 يوليو 2015، حقق الفيلم ردود فعل متفاوتة بين النقاد، وحقق أكثر من 6 ملايين جنيه مصري.

## ملخص القصة
في قالب درامي كوميدي، تدور أحداث الفلم حول (محمد سعد) الذي يعمل حارس أمن خاص، يتعلق بحب (نيكول سابا) ، ويحاول لفت نظرها، وإذا به يصدم قطة بسيارته، ويفاجأ بأن روحها تسكن العالم الآخر، فيصاب بعدة أزمات غريبة، ويلجأ إلى الدجال (حسن حسني) ليساعده في فك ما أصابه.

## طاقم العمل
- محمد سعد بدور تتح
- حمادة بركات بدور صفوت
- حسن حسني بدور  الشيخ جلال
- نيكول سابا بدور فاتن
- سامي مغاوري بدور والد فاتن
- أحمد فتحي بدور صبحي
- صافينار